# Zhang Guangjun
Zhang Guangjun (chiń. 張光軍; ur. 2 kwietnia 1975) – chiński judoka. Dwukrotny olimpijczyk. Zajął dziewiąte miejsce w Sydney 2000 i dwudzieste pierwsze w Atlancie 1996. Startował w kategorii 66 kg.
Brązowy medalista mistrzostw Azji w 1995 i 1999, a także igrzysk Azji Wschodniej w 2001 roku.

## Letnie Igrzyska Olimpijskie 1996
| Konkurencja   | Walki            | Klas. końcowa |
| Konkurencja   | 1/16             | Miejsce       |
| ------------- | ---------------- | ------------- |
| waga półlekka | Taro Tan (CAN) P | XXI           |

## Letnie Igrzyska Olimpijskie 2000
| Konkurencja   | Walki                | Walki                  | Walki                 | Walki                     | Klas. końcowa |
| Konkurencja   | 1/16                 | 1/8                    | 1/4                   | Repasaż                   | Miejsce       |
| ------------- | -------------------- | ---------------------- | --------------------- | ------------------------- | ------------- |
| waga półlekka | Victor Bivol (MDA) W | Andrew Collett (AUS) W | Hüseyin Özkan (TUR) P | Arasz Miresma’ili (IRI) P | IX            |